# Adalberto Mondesí
Pour son père, voir Raúl Mondesí.
Raúl Adalberto Mondesí, parfois appelé erronément Raúl Mondesí, Jr., est un joueur dominicain de baseball né le 27 juillet 1995 à Los Angeles, Californie, aux États-Unis. Joueur d'arrêt-court, il fait partie des Royals de Kansas City de la Ligue majeure de baseball.
Le 30 octobre 2015, il devient le seul joueur de l'histoire à apparaître dans un match de Série mondiale avant même d'avoir joué un seul match de saison régulière dans le baseball majeur.

## Carrière
Raúl Adalberto Mondesí est le fils de l'ancien joueur professionnel Raúl Mondesí. Son frère aîné, né en 1992 et aussi appelé Raúl Mondesí, évolue dans les ligues mineures avec des clubs affiliés aux Brewers de Milwaukee de 2010 à 2012 mais n'atteint pas les majeures. L'aîné des deux frères est couramment appelé Raúl Mondesí, Jr. mais il arrive aussi que l'abbréviation Junior soit employée pour décrire Raúl Adalberto, menant à une certaine confusion.
Né aux États-Unis alors que son père évoluait pour les Dodgers de Los Angeles, Raúl Adalberto grandit en République dominicaine et n'est par conséquent pas éligible au repêchage de la Ligue majeure de baseball. Il signe son premier contrat professionnel en juillet 2011 avec les Royals de Kansas City, qui lui offrent une prime à la signature de deux millions de dollars US,.
Il apparaît sur la liste des 100 meilleurs joueurs d'avenir dressée annuellement par Baseball America, se classant 47e avant la saison de baseball 2014, puis 28e au début 2015. En juillet 2015 à Cincinnati, Mondesí participe à l'édition annuelle du match des étoiles du futur. À sa quatrième saison de ligues mineures, Mondesí gradue au niveau Double-A. 
Bien qu'il n'ait encore jamais disputé un match des majeures, Mondesí est ajouté à l'effectif des Royals de Kansas City pour la Série mondiale 2015, la grande finale annuelle de la MLB, qui débute le 27 octobre 2015 face aux Mets de New York. Le 30 octobre 2015 au Citi Field de New York lors du 3e match entre les Mets et les Royals, Mondesí devient le premier joueur de l'histoire à faire ses débuts dans le baseball majeur dans une Série mondiale, sans avoir joué un match de saison régulière. Utilisé simplement comme frappeur suppléant, il est retiré sur des prises par Noah Syndergaard.
Mondesí mène les majeures pour les triples avec 10 en 2019, et pour les buts volés avec 24 en 2020.